# Tour Down Under 2020
El Tour Down Under 2020 fou la vint-i-dosena edició del Tour Down Under. La cursa es disputà entre el 21 i el 26 de gener de 2020, amb un recorregut de 870,2 km dividits en sis etapes. Aquesta fou la prova inaugural de l'UCI World Tour 2020.
El vencedor final fou l'australià Richie Porte (Trek-Segafredo). Diego Ulissi (UAE Team Emirates) i Simon Geschke (CCC Team), foren segon i tercer respectivament.

## Equips participants
Els 19 equips World Tour hi prenen part. A banda, l'organització convidà l'equip UniSA-Australia, per completar un gran grup de 140 participants.
| WorldTeams (19)- AG2R La Mondiale - Astana - Bahrain McLaren - Bora-Hansgrohe - CCC Team - Cofidis - Deceuninck-Quick Step - EF Pro Cycling - Groupama-FDJ - Israel Start-Up Nation - Lotto Soudal - Mitchelton-Scott - Movistar Team - NTT Pro Cycling - Ineos - Jumbo-Visma - Team Sunweb - Trek-Segafredo - UAE Team Emirates Equip nacional amb nom de patrocionador- UniSA-Australia |
| |

## Etapes
| Etapa    | Data      | Ciutats d'etapa                            | type                    | Distància (km) | Vencedor de l'etapa | Líder de la general |
| -------- | --------- | ------------------------------------------ | ----------------------- | -------------- | ------------------- | ------------------- |
| 1a etapa | 21 de gen | Tanunda – Tanunda                          | etapa plana             | 150            | Sam Bennett         | Sam Bennett         |
| 2a etapa | 22 de gen | Woodside – Stirling (Austràlia Meridional) | etapa accidentada       | 135,8          | Caleb Ewan          | Caleb Ewan          |
| 3a etapa | 23 de gen | Unley – Paracombe                          | etapa de mitja muntanya | 131,8          | Richie Porte        | Richie Porte        |
| 4a etapa | 24 de gen | Norwood – Murray Bridge                    | etapa accidentada       | 152,8          | Caleb Ewan          | Richie Porte        |
| 5a etapa | 25 de gen | Glenelg – Victor Harbor                    | etapa de mitja muntanya | 149,1          | Giacomo Nizzolo     | Daryl Impey         |
| 6a etapa | 26 de gen | McLaren Vale – Willunga Hill               | etapa de mitja muntanya | 151,5          | Matthew Holmes      | Richie Porte        |

### 1a etapa
21 de gener. Tanunda – Tanunda, 150,0 km
| \| Classificació de l'etapa \| Classificació de l'etapa \| Classificació de l'etapa \| Classificació de l'etapa \| Classificació de l'etapa \| \| Corredor \| Corredor \| Equip \| Temps \| \| \| ------------------------ \| ------------------------ \| ------------------------ \| ------------------------ \| ------------------------ \| \| 1r \| Sam Bennett \| Deceuninck-Quick Step \| 3h 28' 54" \| \| \| 2n \| Jasper Philipsen \| UAE Team Emirates \| + 0" \| \| \| 3r \| Erik Baška \| Bora-Hansgrohe \| + 0" \| \| \| 4t \| Elia Viviani \| Cofidis \| + 0" \| \| \| 5è \| André Greipel \| Israel Start-Up Nation \| + 0" \| \| \| 6è \| Kristoffer Halvorsen \| EF Pro Cycling \| + 0" \| \| \| 7è \| Caleb Ewan \| Lotto-Soudal \| + 0" \| \| \| 8è \| Marc Sarreau \| Groupama-FDJ \| + 0" \| \| \| 9è \| Sam Welsford \| UniSA-Australia \| + 0" \| \| \| 10è \| Alberto Dainese \| Team Sunweb \| + 0" \| \| |                      |                        |            |
| |                      |                        |            |
| Font: ProCyclingStats |                      |                        |            |
| Classificació de l'etapa |                      |                        |            |
| Corredor | Corredor             | Equip                  | Temps      |
| 1r | Sam Bennett          | Deceuninck-Quick Step  | 3h 28' 54" |
| 2n | Jasper Philipsen     | UAE Team Emirates      | + 0"       |
| 3r | Erik Baška           | Bora-Hansgrohe         | + 0"       |
| 4t | Elia Viviani         | Cofidis                | + 0"       |
| 5è | André Greipel        | Israel Start-Up Nation | + 0"       |
| 6è | Kristoffer Halvorsen | EF Pro Cycling         | + 0"       |
| 7è | Caleb Ewan           | Lotto-Soudal           | + 0"       |
| 8è | Marc Sarreau         | Groupama-FDJ           | + 0"       |
| 9è | Sam Welsford         | UniSA-Australia        | + 0"       |
| 10è | Alberto Dainese      | Team Sunweb            | + 0"       |

| \| Classificació general \| Classificació general \| Classificació general \| Classificació general \| Classificació general \| \| Corredor \| Corredor \| Equip \| Temps \| \| \| --------------------- \| --------------------- \| --------------------- \| --------------------- \| --------------------- \| \| 1r \| Sam Bennett \| Deceuninck-Quick Step \| 3h 28' 44" \| \| \| 2n \| Jasper Philipsen \| UAE Team Emirates \| + 4" \| \| \| 3r \| Erik Baška \| Bora-Hansgrohe \| + 6" \| \| \| 4t \| Daryl Impey \| Mitchelton-Scott \| + 7" \| \| \| 5è \| Jarrad Drizners \| UniSA-Australia \| + 7" \| \| \| 6è \| Christopher Lawless \| Team Ineos \| + 8" \| \| \| 7è \| Dylan Sunderland \| NTT Pro Cycling \| + 8" \| \| \| 8è \| Nathan Haas \| Cofidis \| + 9" \| \| \| 9è \| Michael Storer \| Team Sunweb \| + 9" \| \| \| 10è \| Elia Viviani \| Cofidis \| + 10" \| \| |                     |                       |            |
| |                     |                       |            |
| Font: ProCyclingStats |                     |                       |            |
| Classificació general |                     |                       |            |
| Corredor | Corredor            | Equip                 | Temps      |
| 1r | Sam Bennett         | Deceuninck-Quick Step | 3h 28' 44" |
| 2n | Jasper Philipsen    | UAE Team Emirates     | + 4"       |
| 3r | Erik Baška          | Bora-Hansgrohe        | + 6"       |
| 4t | Daryl Impey         | Mitchelton-Scott      | + 7"       |
| 5è | Jarrad Drizners     | UniSA-Australia       | + 7"       |
| 6è | Christopher Lawless | Team Ineos            | + 8"       |
| 7è | Dylan Sunderland    | NTT Pro Cycling       | + 8"       |
| 8è | Nathan Haas         | Cofidis               | + 9"       |
| 9è | Michael Storer      | Team Sunweb           | + 9"       |
| 10è | Elia Viviani        | Cofidis               | + 10"      |

### 2a etapa
22 de gener. Woodside - Stirling, 135,8 km
| \| Classificació de l'etapa \| Classificació de l'etapa \| Classificació de l'etapa \| Classificació de l'etapa \| Classificació de l'etapa \| \| Corredor \| Corredor \| Equip \| Temps \| \| \| ------------------------ \| ------------------------ \| ------------------------ \| ------------------------ \| ------------------------ \| \| 1r \| Caleb Ewan \| Lotto-Soudal \| 3h 29' 01" \| \| \| 2n \| Daryl Impey \| Mitchelton-Scott \| + 0" \| \| \| 3r \| Nathan Haas \| Cofidis \| + 0" \| \| \| 4t \| Jasper Philipsen \| UAE Team Emirates \| + 0" \| \| \| 5è \| Fabio Felline \| Astana \| + 0" \| \| \| 6è \| Andrea Vendrame \| AG2R La Mondiale \| + 0" \| \| \| 7è \| Timo Roosen \| Jumbo-Visma \| + 0" \| \| \| 8è \| Luis León Sánchez Gil \| Astana \| + 0" \| \| \| 9è \| Diego Ulissi \| UAE Team Emirates \| + 0" \| \| \| 10è \| George Bennett \| Jumbo-Visma \| + 0" \| \| |                       |                   |            |
| |                       |                   |            |
| Font: ProCyclingStats |                       |                   |            |
| Classificació de l'etapa |                       |                   |            |
| Corredor | Corredor              | Equip             | Temps      |
| 1r | Caleb Ewan            | Lotto-Soudal      | 3h 29' 01" |
| 2n | Daryl Impey           | Mitchelton-Scott  | + 0"       |
| 3r | Nathan Haas           | Cofidis           | + 0"       |
| 4t | Jasper Philipsen      | UAE Team Emirates | + 0"       |
| 5è | Fabio Felline         | Astana            | + 0"       |
| 6è | Andrea Vendrame       | AG2R La Mondiale  | + 0"       |
| 7è | Timo Roosen           | Jumbo-Visma       | + 0"       |
| 8è | Luis León Sánchez Gil | Astana            | + 0"       |
| 9è | Diego Ulissi          | UAE Team Emirates | + 0"       |
| 10è | George Bennett        | Jumbo-Visma       | + 0"       |

| \| Classificació general \| Classificació general \| Classificació general \| Classificació general \| Classificació general \| \| Corredor \| Corredor \| Equip \| Temps \| \| \| --------------------- \| --------------------- \| --------------------- \| --------------------- \| --------------------- \| \| 1r \| Caleb Ewan \| Lotto-Soudal \| 6h 56' 15" \| \| \| 2n \| Sam Bennett \| Deceuninck-Quick Step \| + 0" \| \| \| 3r \| Daryl Impey \| Mitchelton-Scott \| + 1" \| \| \| 4t \| Jasper Philipsen \| UAE Team Emirates \| + 4" \| \| \| 5è \| Nathan Haas \| Cofidis \| + 5" \| \| \| 6è \| Jarrad Drizners \| UniSA-Australia \| + 7" \| \| \| 7è \| Dylan Sunderland \| NTT Pro Cycling \| + 8" \| \| \| 8è \| Christopher Lawless \| Team Ineos \| + 8" \| \| \| 9è \| Jay McCarthy \| Bora-Hansgrohe \| + 8" \| \| \| 10è \| George Bennett \| Jumbo-Visma \| + 9" \| \| |                     |                       |            |
| |                     |                       |            |
| Font: ProCyclingStats |                     |                       |            |
| Classificació general |                     |                       |            |
| Corredor | Corredor            | Equip                 | Temps      |
| 1r | Caleb Ewan          | Lotto-Soudal          | 6h 56' 15" |
| 2n | Sam Bennett         | Deceuninck-Quick Step | + 0"       |
| 3r | Daryl Impey         | Mitchelton-Scott      | + 1"       |
| 4t | Jasper Philipsen    | UAE Team Emirates     | + 4"       |
| 5è | Nathan Haas         | Cofidis               | + 5"       |
| 6è | Jarrad Drizners     | UniSA-Australia       | + 7"       |
| 7è | Dylan Sunderland    | NTT Pro Cycling       | + 8"       |
| 8è | Christopher Lawless | Team Ineos            | + 8"       |
| 9è | Jay McCarthy        | Bora-Hansgrohe        | + 8"       |
| 10è | George Bennett      | Jumbo-Visma           | + 9"       |

### 3a etapa
23 de gener. Unley - Paracombe, 131,0 km
| \| Classificació de l'etapa \| Classificació de l'etapa \| Classificació de l'etapa \| Classificació de l'etapa \| Classificació de l'etapa \| \| Corredor \| Corredor \| Equip \| Temps \| \| \| ------------------------ \| ------------------------ \| ------------------------ \| ------------------------ \| ------------------------ \| \| 1r \| Richie Porte \| Trek-Segafredo \| 3h 14' 09" \| \| \| 2n \| Robert Power \| Team Sunweb \| + 5" \| \| \| 3r \| Simon Yates \| Mitchelton-Scott \| + 5" \| \| \| 4t \| Rohan Dennis \| Team Ineos \| + 5" \| \| \| 5è \| Diego Ulissi \| UAE Team Emirates \| + 5" \| \| \| 6è \| Daryl Impey \| Mitchelton-Scott \| + 5" \| \| \| 7è \| Dylan van Baarle \| Team Ineos \| + 5" \| \| \| 8è \| Simon Geschke \| CCC Team \| + 5" \| \| \| 9è \| George Bennett \| Jumbo-Visma \| + 5" \| \| \| 10è \| Lucas Hamilton \| Mitchelton-Scott \| + 5" \| \| |                  |                   |            |
| |                  |                   |            |
| Font: ProCyclingStats |                  |                   |            |
| Classificació de l'etapa |                  |                   |            |
| Corredor | Corredor         | Equip             | Temps      |
| 1r | Richie Porte     | Trek-Segafredo    | 3h 14' 09" |
| 2n | Robert Power     | Team Sunweb       | + 5"       |
| 3r | Simon Yates      | Mitchelton-Scott  | + 5"       |
| 4t | Rohan Dennis     | Team Ineos        | + 5"       |
| 5è | Diego Ulissi     | UAE Team Emirates | + 5"       |
| 6è | Daryl Impey      | Mitchelton-Scott  | + 5"       |
| 7è | Dylan van Baarle | Team Ineos        | + 5"       |
| 8è | Simon Geschke    | CCC Team          | + 5"       |
| 9è | George Bennett   | Jumbo-Visma       | + 5"       |
| 10è | Lucas Hamilton   | Mitchelton-Scott  | + 5"       |

| \| Classificació general \| Classificació general \| Classificació general \| Classificació general \| Classificació general \| \| Corredor \| Corredor \| Equip \| Temps \| \| \| --------------------- \| --------------------- \| --------------------- \| --------------------- \| --------------------- \| \| 1r \| Richie Porte \| Trek-Segafredo \| 10h 10' 24" \| \| \| 2n \| Daryl Impey \| Mitchelton-Scott \| + 6" \| \| \| 3r \| Robert Power \| Team Sunweb \| + 9" \| \| \| 4t \| Simon Yates \| Mitchelton-Scott \| + 11" \| \| \| 5è \| George Bennett \| Jumbo-Visma \| + 14" \| \| \| 6è \| Diego Ulissi \| UAE Team Emirates \| + 15" \| \| \| 7è \| Simon Geschke \| CCC Team \| + 15" \| \| \| 8è \| Rohan Dennis \| Team Ineos \| + 15" \| \| \| 9è \| Dylan van Baarle \| Team Ineos \| + 15" \| \| \| 10è \| Lucas Hamilton \| Mitchelton-Scott \| + 15" \| \| |                  |                   |             |
| |                  |                   |             |
| Font: ProCyclingStats |                  |                   |             |
| Classificació general |                  |                   |             |
| Corredor | Corredor         | Equip             | Temps       |
| 1r | Richie Porte     | Trek-Segafredo    | 10h 10' 24" |
| 2n | Daryl Impey      | Mitchelton-Scott  | + 6"        |
| 3r | Robert Power     | Team Sunweb       | + 9"        |
| 4t | Simon Yates      | Mitchelton-Scott  | + 11"       |
| 5è | George Bennett   | Jumbo-Visma       | + 14"       |
| 6è | Diego Ulissi     | UAE Team Emirates | + 15"       |
| 7è | Simon Geschke    | CCC Team          | + 15"       |
| 8è | Rohan Dennis     | Team Ineos        | + 15"       |
| 9è | Dylan van Baarle | Team Ineos        | + 15"       |
| 10è | Lucas Hamilton   | Mitchelton-Scott  | + 15"       |

### 4a etapa
24 de gener. Norwood - Murray Bridge, 152,8 km
| \| Classificació de l'etapa \| Classificació de l'etapa \| Classificació de l'etapa \| Classificació de l'etapa \| Classificació de l'etapa \| \| Corredor \| Corredor \| Equip \| Temps \| \| \| ------------------------ \| ------------------------ \| ------------------------ \| ------------------------ \| ------------------------ \| \| 1r \| Caleb Ewan \| Lotto-Soudal \| 3h 29' 08" \| \| \| 2n \| Sam Bennett \| Deceuninck-Quick Step \| + 0" \| \| \| 3r \| Jasper Philipsen \| UAE Team Emirates \| + 0" \| \| \| 4t \| André Greipel \| Israel Start-Up Nation \| + 0" \| \| \| 5è \| Alberto Dainese \| Team Sunweb \| + 0" \| \| \| 6è \| Martin Laas \| Bora-Hansgrohe \| + 0" \| \| \| 7è \| Giacomo Nizzolo \| NTT Pro Cycling \| + 0" \| \| \| 8è \| Erik Baška \| Bora-Hansgrohe \| + 0" \| \| \| 9è \| Marc Sarreau \| Groupama-FDJ \| + 0" \| \| \| 10è \| Michael Mørkøv \| Deceuninck-Quick Step \| + 0" \| \| |                  |                        |            |
| |                  |                        |            |
| Font: ProCyclingStats |                  |                        |            |
| Classificació de l'etapa |                  |                        |            |
| Corredor | Corredor         | Equip                  | Temps      |
| 1r | Caleb Ewan       | Lotto-Soudal           | 3h 29' 08" |
| 2n | Sam Bennett      | Deceuninck-Quick Step  | + 0"       |
| 3r | Jasper Philipsen | UAE Team Emirates      | + 0"       |
| 4t | André Greipel    | Israel Start-Up Nation | + 0"       |
| 5è | Alberto Dainese  | Team Sunweb            | + 0"       |
| 6è | Martin Laas      | Bora-Hansgrohe         | + 0"       |
| 7è | Giacomo Nizzolo  | NTT Pro Cycling        | + 0"       |
| 8è | Erik Baška       | Bora-Hansgrohe         | + 0"       |
| 9è | Marc Sarreau     | Groupama-FDJ           | + 0"       |
| 10è | Michael Mørkøv   | Deceuninck-Quick Step  | + 0"       |

| \| Classificació general \| Classificació general \| Classificació general \| Classificació general \| Classificació general \| \| Corredor \| Corredor \| Equip \| Temps \| \| \| --------------------- \| --------------------- \| --------------------- \| --------------------- \| --------------------- \| \| 1r \| Richie Porte \| Trek-Segafredo \| 13h 39' 32" \| \| \| 2n \| Daryl Impey \| Mitchelton-Scott \| + 3" \| \| \| 3r \| Robert Power \| Team Sunweb \| + 8" \| \| \| 4t \| Simon Yates \| Mitchelton-Scott \| + 11" \| \| \| 5è \| George Bennett \| Jumbo-Visma \| + 14" \| \| \| 6è \| Diego Ulissi \| UAE Team Emirates \| + 15" \| \| \| 7è \| Simon Geschke \| CCC Team \| + 15" \| \| \| 8è \| Rohan Dennis \| Team Ineos \| + 15" \| \| \| 9è \| Dylan van Baarle \| Team Ineos \| + 15" \| \| \| 10è \| Lucas Hamilton \| Mitchelton-Scott \| + 23" \| \| |                  |                   |             |
| |                  |                   |             |
| Font: ProCyclingStats |                  |                   |             |
| Classificació general |                  |                   |             |
| Corredor | Corredor         | Equip             | Temps       |
| 1r | Richie Porte     | Trek-Segafredo    | 13h 39' 32" |
| 2n | Daryl Impey      | Mitchelton-Scott  | + 3"        |
| 3r | Robert Power     | Team Sunweb       | + 8"        |
| 4t | Simon Yates      | Mitchelton-Scott  | + 11"       |
| 5è | George Bennett   | Jumbo-Visma       | + 14"       |
| 6è | Diego Ulissi     | UAE Team Emirates | + 15"       |
| 7è | Simon Geschke    | CCC Team          | + 15"       |
| 8è | Rohan Dennis     | Team Ineos        | + 15"       |
| 9è | Dylan van Baarle | Team Ineos        | + 15"       |
| 10è | Lucas Hamilton   | Mitchelton-Scott  | + 23"       |

### 5a etapa
25 de gener. Glenelg - Victor Harbor, 149,1 km
| \| Classificació de l'etapa \| Classificació de l'etapa \| Classificació de l'etapa \| Classificació de l'etapa \| Classificació de l'etapa \| \| Corredor \| Corredor \| Equip \| Temps \| \| \| ------------------------ \| ------------------------ \| ------------------------ \| ------------------------ \| ------------------------ \| \| 1r \| Giacomo Nizzolo \| NTT Pro Cycling \| 3h 32' 45" \| \| \| 2n \| Simone Consonni \| Cofidis \| + 0" \| \| \| 3r \| Sam Bennett \| Deceuninck-Quick Step \| + 0" \| \| \| 4t \| Michael Mørkøv \| Deceuninck-Quick Step \| + 0" \| \| \| 5è \| Jasper Philipsen \| UAE Team Emirates \| + 0" \| \| \| 6è \| André Greipel \| Israel Start-Up Nation \| + 0" \| \| \| 7è \| Kristoffer Halvorsen \| EF Pro Cycling \| + 0" \| \| \| 8è \| Caleb Ewan \| Lotto-Soudal \| + 0" \| \| \| 9è \| Fabio Felline \| Astana \| + 0" \| \| \| 10è \| Daryl Impey \| Mitchelton-Scott \| + 0" \| \| |                      |                        |            |
| |                      |                        |            |
| Font: ProCyclingStats |                      |                        |            |
| Classificació de l'etapa |                      |                        |            |
| Corredor | Corredor             | Equip                  | Temps      |
| 1r | Giacomo Nizzolo      | NTT Pro Cycling        | 3h 32' 45" |
| 2n | Simone Consonni      | Cofidis                | + 0"       |
| 3r | Sam Bennett          | Deceuninck-Quick Step  | + 0"       |
| 4t | Michael Mørkøv       | Deceuninck-Quick Step  | + 0"       |
| 5è | Jasper Philipsen     | UAE Team Emirates      | + 0"       |
| 6è | André Greipel        | Israel Start-Up Nation | + 0"       |
| 7è | Kristoffer Halvorsen | EF Pro Cycling         | + 0"       |
| 8è | Caleb Ewan           | Lotto-Soudal           | + 0"       |
| 9è | Fabio Felline        | Astana                 | + 0"       |
| 10è | Daryl Impey          | Mitchelton-Scott       | + 0"       |

| \| Classificació general \| Classificació general \| Classificació general \| Classificació general \| Classificació general \| \| Corredor \| Corredor \| Equip \| Temps \| \| \| --------------------- \| --------------------- \| --------------------- \| --------------------- \| --------------------- \| \| 1r \| Daryl Impey \| Mitchelton-Scott \| 17h 12' 15" \| \| \| 2n \| Richie Porte \| Trek-Segafredo \| + 2" \| \| \| 3r \| Robert Power \| Team Sunweb \| + 9" \| \| \| 4t \| Simon Yates \| Mitchelton-Scott \| + 13" \| \| \| 5è \| George Bennett \| Jumbo-Visma \| + 16" \| \| \| 6è \| Diego Ulissi \| UAE Team Emirates \| + 17" \| \| \| 7è \| Simon Geschke \| CCC Team \| + 17" \| \| \| 8è \| Rohan Dennis \| Team Ineos \| + 17" \| \| \| 9è \| Dylan van Baarle \| Team Ineos \| + 17" \| \| \| 10è \| Lucas Hamilton \| Mitchelton-Scott \| + 25" \| \| |                  |                   |             |
| |                  |                   |             |
| Font: ProCyclingStats |                  |                   |             |
| Classificació general |                  |                   |             |
| Corredor | Corredor         | Equip             | Temps       |
| 1r | Daryl Impey      | Mitchelton-Scott  | 17h 12' 15" |
| 2n | Richie Porte     | Trek-Segafredo    | + 2"        |
| 3r | Robert Power     | Team Sunweb       | + 9"        |
| 4t | Simon Yates      | Mitchelton-Scott  | + 13"       |
| 5è | George Bennett   | Jumbo-Visma       | + 16"       |
| 6è | Diego Ulissi     | UAE Team Emirates | + 17"       |
| 7è | Simon Geschke    | CCC Team          | + 17"       |
| 8è | Rohan Dennis     | Team Ineos        | + 17"       |
| 9è | Dylan van Baarle | Team Ineos        | + 17"       |
| 10è | Lucas Hamilton   | Mitchelton-Scott  | + 25"       |

### 6a etapa
26 de gener. McLaren Vale - Willunga Hill, 151,5 km
| \| Classificació de l'etapa \| Classificació de l'etapa \| Classificació de l'etapa \| Classificació de l'etapa \| Classificació de l'etapa \| \| Corredor \| Corredor \| Equip \| Temps \| \| \| ------------------------ \| ------------------------ \| ------------------------ \| ------------------------ \| ------------------------ \| \| 1r \| Matthew Holmes \| Lotto-Soudal \| 3h 24' 54" \| \| \| 2n \| Richie Porte \| Trek-Segafredo \| + 3" \| \| \| 3r \| Manuele Boaro \| Astana \| + 4" \| \| \| 4t \| Bruno Armirail \| Groupama-FDJ \| + 7" \| \| \| 5è \| Michael Storer \| Team Sunweb \| + 7" \| \| \| 7è \| Diego Ulissi \| UAE Team Emirates \| + 7" \| \| \| 8è \| Simon Geschke \| CCC Team \| + 7" \| \| \| 9è \| Dylan van Baarle \| Team Ineos \| + 7" \| \| \| 10è \| Simon Yates \| Mitchelton-Scott \| + 23" \| \| |                  |                   |            |
| |                  |                   |            |
| Font: ProCyclingStats |                  |                   |            |
| Classificació de l'etapa |                  |                   |            |
| Corredor | Corredor         | Equip             | Temps      |
| 1r | Matthew Holmes   | Lotto-Soudal      | 3h 24' 54" |
| 2n | Richie Porte     | Trek-Segafredo    | + 3"       |
| 3r | Manuele Boaro    | Astana            | + 4"       |
| 4t | Bruno Armirail   | Groupama-FDJ      | + 7"       |
| 5è | Michael Storer   | Team Sunweb       | + 7"       |
| 7è | Diego Ulissi     | UAE Team Emirates | + 7"       |
| 8è | Simon Geschke    | CCC Team          | + 7"       |
| 9è | Dylan van Baarle | Team Ineos        | + 7"       |
| 10è | Simon Yates      | Mitchelton-Scott  | + 23"      |

## Classificacions finals

### Classificació general
| \| Classificació general \| Classificació general \| Classificació general \| Classificació general \| Classificació general \| \| Corredor \| Corredor \| Equip \| Temps \| \| \| --------------------- \| --------------------- \| --------------------- \| --------------------- \| --------------------- \| \| 1r \| Richie Porte \| Trek-Segafredo \| 20h 37' 08" \| \| \| 2n \| Diego Ulissi \| UAE Team Emirates \| + 25" \| \| \| 3r \| Simon Geschke \| CCC Team \| + 25" \| \| \| 4t \| Rohan Dennis \| Team Ineos \| + 25" \| \| \| 5è \| Dylan van Baarle \| Team Ineos \| + 25" \| \| \| 6è \| Daryl Impey \| Mitchelton-Scott \| + 30" \| \| \| 7è \| Simon Yates \| Mitchelton-Scott \| + 37" \| \| \| 8è \| George Bennett \| Jumbo-Visma \| + 46" \| \| \| 9è \| Lucas Hamilton \| Mitchelton-Scott \| + 52" \| \| \| 10è \| Hermann Pernsteiner \| Bahrain McLaren \| + 54" \| \| |                     |                   |             |
| |                     |                   |             |
| Font: ProCyclingStats |                     |                   |             |
| Classificació general |                     |                   |             |
| Corredor | Corredor            | Equip             | Temps       |
| 1r | Richie Porte        | Trek-Segafredo    | 20h 37' 08" |
| 2n | Diego Ulissi        | UAE Team Emirates | + 25"       |
| 3r | Simon Geschke       | CCC Team          | + 25"       |
| 4t | Rohan Dennis        | Team Ineos        | + 25"       |
| 5è | Dylan van Baarle    | Team Ineos        | + 25"       |
| 6è | Daryl Impey         | Mitchelton-Scott  | + 30"       |
| 7è | Simon Yates         | Mitchelton-Scott  | + 37"       |
| 8è | George Bennett      | Jumbo-Visma       | + 46"       |
| 9è | Lucas Hamilton      | Mitchelton-Scott  | + 52"       |
| 10è | Hermann Pernsteiner | Bahrain McLaren   | + 54"       |

### Classificacions secundàries
| Classificació de la muntanya | Classificació de la muntanya | Classificació de la muntanya | Classificació de la muntanya | Classificació de la muntanya |
| Corredor                     | Corredor                     | Equip                        | Punts                        |                              |
| ---------------------------- | ---------------------------- | ---------------------------- | ---------------------------- | ---------------------------- |
| 1r                           | Joey Rosskopf                | CCC Team                     | 51 pts                       |                              |
| 2n                           | Richie Porte                 | Trek-Segafredo               | 38 pts                       |                              |
| 3r                           | Bruno Armirail               | Groupama-FDJ                 | 18 pts                       |                              |
| 4t                           | Matthew Holmes               | Lotto-Soudal                 | 16 pts                       |                              |
| 5è                           | Manuele Boaro                | Astana                       | 14 pts                       |                              |
| 6è                           | Simon Yates                  | Mitchelton-Scott             | 12 pts                       |                              |
| 7è                           | Samuel Jenner                | UniSA-Australia              | 10 pts                       |                              |
| 8è                           | Dylan Sunderland             | NTT Pro Cycling              | 9 pts                        |                              |
| 9è                           | Daryl Impey                  | Mitchelton-Scott             | 8 pts                        |                              |
| 10è                          | George Bennett               | Jumbo-Visma                  | 8 pts                        |                              |

| Classificació de la muntanya | Classificació de la muntanya | Classificació de la muntanya | Classificació de la muntanya | Classificació de la muntanya |
| Corredor                     | Corredor                     | Equip                        | Punts                        |                              |
| ---------------------------- | ---------------------------- | ---------------------------- | ---------------------------- | ---------------------------- |
| 1r                           | Joey Rosskopf                | CCC Team                     | 51 pts                       |                              |
| 2n                           | Richie Porte                 | Trek-Segafredo               | 38 pts                       |                              |
| 3r                           | Bruno Armirail               | Groupama-FDJ                 | 18 pts                       |                              |
| 4t                           | Matthew Holmes               | Lotto-Soudal                 | 16 pts                       |                              |
| 5è                           | Manuele Boaro                | Astana                       | 14 pts                       |                              |
| 6è                           | Simon Yates                  | Mitchelton-Scott             | 12 pts                       |                              |
| 7è                           | Samuel Jenner                | UniSA-Australia              | 10 pts                       |                              |
| 8è                           | Dylan Sunderland             | NTT Pro Cycling              | 9 pts                        |                              |
| 9è                           | Daryl Impey                  | Mitchelton-Scott             | 8 pts                        |                              |
| 10è                          | George Bennett               | Jumbo-Visma                  | 8 pts                        |                              |

| Classificació per punts | Classificació per punts | Classificació per punts | Classificació per punts | Classificació per punts |
| Corredor                | Corredor                | Equip                   | Punts                   |                         |
| ----------------------- | ----------------------- | ----------------------- | ----------------------- | ----------------------- |
| 1r                      | Jasper Philipsen        | UAE Team Emirates       | 63 pts                  |                         |
| 2n                      | Daryl Impey             | Mitchelton-Scott        | 48 pts                  |                         |
| 3r                      | Caleb Ewan              | Lotto-Soudal            | 47 pts                  |                         |
| 4t                      | Sam Bennett             | Deceuninck-Quick Step   | 42 pts                  |                         |
| 5è                      | André Greipel           | Israel Start-Up Nation  | 38 pts                  |                         |
| 6è                      | Richie Porte            | Trek-Segafredo          | 29 pts                  |                         |
| 7è                      | Diego Ulissi            | UAE Team Emirates       | 28 pts                  |                         |
| 8è                      | Giacomo Nizzolo         | NTT Pro Cycling         | 24 pts                  |                         |
| 9è                      | Erik Baška              | Bora-Hansgrohe          | 21 pts                  |                         |
| 10è                     | Rohan Dennis            | Team Ineos              | 20 pts                  |                         |

| Classificació per punts | Classificació per punts | Classificació per punts | Classificació per punts | Classificació per punts |
| Corredor                | Corredor                | Equip                   | Punts                   |                         |
| ----------------------- | ----------------------- | ----------------------- | ----------------------- | ----------------------- |
| 1r                      | Jasper Philipsen        | UAE Team Emirates       | 63 pts                  |                         |
| 2n                      | Daryl Impey             | Mitchelton-Scott        | 48 pts                  |                         |
| 3r                      | Caleb Ewan              | Lotto-Soudal            | 47 pts                  |                         |
| 4t                      | Sam Bennett             | Deceuninck-Quick Step   | 42 pts                  |                         |
| 5è                      | André Greipel           | Israel Start-Up Nation  | 38 pts                  |                         |
| 6è                      | Richie Porte            | Trek-Segafredo          | 29 pts                  |                         |
| 7è                      | Diego Ulissi            | UAE Team Emirates       | 28 pts                  |                         |
| 8è                      | Giacomo Nizzolo         | NTT Pro Cycling         | 24 pts                  |                         |
| 9è                      | Erik Baška              | Bora-Hansgrohe          | 21 pts                  |                         |
| 10è                     | Rohan Dennis            | Team Ineos              | 20 pts                  |                         |

| Classificació del millor jove | Classificació del millor jove | Classificació del millor jove | Classificació del millor jove | Classificació del millor jove |
| Corredor                      | Corredor                      | Equip                         | Temps                         |                               |
| ----------------------------- | ----------------------------- | ----------------------------- | ----------------------------- | ----------------------------- |
| 1r                            | Pàvel Sivakov                 | Team Ineos                    | 20h 38' 13"                   |                               |
| 2n                            | Santiago Buitrago Sánchez     | Bahrain McLaren               | + 15"                         |                               |
| 3r                            | Jarrad Drizners               | UniSA-Australia               | + 31"                         |                               |
| 4t                            | Florian Stork                 | Team Sunweb                   | + 34"                         |                               |
| 5è                            | Michael Storer                | Team Sunweb                   | + 3' 02"                      |                               |
| 6è                            | Juan Pedro López              | Trek-Segafredo                | + 5' 51"                      |                               |
| 7è                            | Samuele Battistella           | NTT Pro Cycling               | + 6' 21"                      |                               |
| 8è                            | Juri Hollmann                 | Movistar Team                 | + 8' 18"                      |                               |
| 9è                            | João Almeida                  | Deceuninck-Quick Step         | + 9' 41"                      |                               |
| 10è                           | Jonas Rutsch                  | EF Pro Cycling                | + 11' 30"                     |                               |

| Classificació del millor jove | Classificació del millor jove | Classificació del millor jove | Classificació del millor jove | Classificació del millor jove |
| Corredor                      | Corredor                      | Equip                         | Temps                         |                               |
| ----------------------------- | ----------------------------- | ----------------------------- | ----------------------------- | ----------------------------- |
| 1r                            | Pàvel Sivakov                 | Team Ineos                    | 20h 38' 13"                   |                               |
| 2n                            | Santiago Buitrago Sánchez     | Bahrain McLaren               | + 15"                         |                               |
| 3r                            | Jarrad Drizners               | UniSA-Australia               | + 31"                         |                               |
| 4t                            | Florian Stork                 | Team Sunweb                   | + 34"                         |                               |
| 5è                            | Michael Storer                | Team Sunweb                   | + 3' 02"                      |                               |
| 6è                            | Juan Pedro López              | Trek-Segafredo                | + 5' 51"                      |                               |
| 7è                            | Samuele Battistella           | NTT Pro Cycling               | + 6' 21"                      |                               |
| 8è                            | Juri Hollmann                 | Movistar Team                 | + 8' 18"                      |                               |
| 9è                            | João Almeida                  | Deceuninck-Quick Step         | + 9' 41"                      |                               |
| 10è                           | Jonas Rutsch                  | EF Pro Cycling                | + 11' 30"                     |                               |

| Classificació per equips | Classificació per equips | Classificació per equips | Classificació per equips |
| Equip                    | Equip                    | Temps                    |                          |
| ------------------------ | ------------------------ | ------------------------ | ------------------------ |
| 1r                       | Ineos                    | 61h 53' 19"              |                          |
| 2n                       | Mitchelton-Scott         | + 25"                    |                          |
| 3r                       | Team Sunweb              | + 1' 19"                 |                          |
| 4t                       | Astana                   | + 1' 30"                 |                          |
| 5è                       | Bahrain McLaren          | + 1' 32"                 |                          |

| Classificació per equips | Classificació per equips | Classificació per equips | Classificació per equips |
| Equip                    | Equip                    | Temps                    |                          |
| ------------------------ | ------------------------ | ------------------------ | ------------------------ |
| 1r                       | Ineos                    | 61h 53' 19"              |                          |
| 2n                       | Mitchelton-Scott         | + 25"                    |                          |
| 3r                       | Team Sunweb              | + 1' 19"                 |                          |
| 4t                       | Astana                   | + 1' 30"                 |                          |
| 5è                       | Bahrain McLaren          | + 1' 32"                 |                          |

## Evolució de les classificacions
| Etapa | Vencedor        | Classificació general | Classificació de la muntanya | Classificació dels esprints | Classificació dels joves | Combatiu del dia  | Classificació per equips |
| ----- | --------------- | --------------------- | ---------------------------- | --------------------------- | ------------------------ | ----------------- | ------------------------ |
| 1     | Sam Bennett     | Sam Bennett           | Jarrad Drizners              | Sam Bennett                 | Jasper Philipsen         | Joey Rosskopf     | UAE Team Emirates        |
| 2     | Caleb Ewan      | Caleb Ewan            | Joey Rosskopf                | Jasper Philipsen            | Jasper Philipsen         | Laurens De Vreese | UAE Team Emirates        |
| 3     | Richie Porte    | Richie Porte          | Joey Rosskopf                | Daryl Impey                 | Pavel Sivakov            | Miles Scotson     | Mitchelton-Scott         |
| 4     | Caleb Ewan      | Richie Porte          | Joey Rosskopf                | Jasper Philipsen            | Pavel Sivakov            | Laurens De Vreese | Mitchelton-Scott         |
| 5     | Giacomo Nizzolo | Daryl Impey           | Joey Rosskopf                | Jasper Philipsen            | Pavel Sivakov            | Mads Pedersen     | Mitchelton-Scott         |
| 6     | Matthew Holmes  | Richie Porte          | Joey Rosskopf                | Jasper Philipsen            | Pavel Sivakov            | Luke Rowe         | Team Ineos               |
| Final | Final           | Richie Porte          | Joey Rosskopf                | Jasper Philipsen            | Pavel Sivakov            | no entregat       | Team Ineos               |

## Llista de participants
| Mitchelton-Scott MTS | Mitchelton-Scott MTS       | Mitchelton-Scott MTS |
| -------------------- | -------------------------- | -------------------- |
| Núm                  | Ciclista                   | Pos                  |
| 1                    | Daryl Impey (RSA) (ruta)   | 6è                   |
| 2                    | Simon Yates (GBR)          | 7è                   |
| 3                    | Jack Bauer (NZL)           | 118è                 |
| 4                    | Luke Durbridge (AUS)       | 83è                  |
| 5                    | Lucas Hamilton (AUS)       | 9è                   |
| 6                    | Michael Hepburn (AUS)      | 107è                 |
| 7                    | Cameron Meyer (AUS) (ruta) | 44è                  |

| Trek-Segafredo TFS | Trek-Segafredo TFS         | Trek-Segafredo TFS |
| ------------------ | -------------------------- | ------------------ |
| Núm                | Ciclista                   | Pos                |
| 11                 | Richie Porte (AUS)         | 1r                 |
| 12                 | Mads Pedersen (DEN) (ruta) | 132è               |
| 13                 | Kenny Elissonde (FRA)      | 40è                |
| 14                 | Michel Ries (LUX)          | 109è               |
| 15                 | Juan Pedro López (ESP)     | 54è                |
| 16                 | Kiel Reijnen (USA)         | 127è               |
| 17                 | Koen de Kort (NED)         | 129è               |

| AG2R La Mondiale ALM | AG2R La Mondiale ALM    | AG2R La Mondiale ALM |
| -------------------- | ----------------------- | -------------------- |
| Núm                  | Ciclista                | Pos                  |
| 21                   | Romain Bardet (FRA)     | 38è                  |
| 22                   | Geoffrey Bouchard (FRA) | 102è                 |
| 23                   | Clément Chevrier (FRA)  | 30è                  |
| 24                   | Axel Domont (FRA)       | 67è                  |
| 25                   | Ben Gastauer (LUX)      | 92è                  |
| 26                   | Andrea Vendrame (ITA)   | 36è                  |
| 27                   | Lawrence Warbasse (USA) | DNF-6                |

| Lotto-Soudal LTS | Lotto-Soudal LTS         | Lotto-Soudal LTS |
| ---------------- | ------------------------ | ---------------- |
| Núm              | Ciclista                 | Pos              |
| 31               | Caleb Ewan (AUS)         | 51è              |
| 32               | Thomas De Gendt (BEL)    | 113è             |
| 33               | Adam Hansen (AUS)        | 76è              |
| 34               | Matthew Holmes (GBR)     | 33è              |
| 35               | Roger Kluge (GER)        | 87è              |
| 36               | Jonathan Dibben (GBR)    | 105è             |
| 37               | Tosh Van der Sande (BEL) | 82è              |

| Cofidis COF | Cofidis COF               | Cofidis COF |
| ----------- | ------------------------- | ----------- |
| Núm         | Ciclista                  | Pos         |
| 41          | Elia Viviani (ITA) (ruta) | 101è        |
| 42          | Simone Consonni (ITA)     | 70è         |
| 43          | Nathan Haas (AUS)         | 14è         |
| 44          | Mathias Le Turnier (FRA)  | 86è         |
| 45          | Marco Mathis (GER)        | 130è        |
| 46          | Fabio Sabatini (ITA)      | 128è        |
| 47          | Kenneth Vanbilsen (BEL)   | 89è         |

| Deceuninck-Quick Step DQT | Deceuninck-Quick Step DQT   | Deceuninck-Quick Step DQT |
| ------------------------- | --------------------------- | ------------------------- |
| Núm                       | Ciclista                    | Pos                       |
| 51                        | Sam Bennett (IRL) (ruta)    | 73è                       |
| 52                        | João Almeida (POR)          | 62è                       |
| 53                        | Shane Archbold (NZL)        | 91è                       |
| 54                        | Mattia Cattaneo (ITA)       | 13è                       |
| 55                        | Dries Devenyns (BEL)        | 12è                       |
| 56                        | Iljo Keisse (BEL)           | 123è                      |
| 57                        | Michael Mørkøv (DEN) (ruta) | 64è                       |

| Team Ineos INS | Team Ineos INS            | Team Ineos INS |
| -------------- | ------------------------- | -------------- |
| Núm            | Ciclista                  | Pos            |
| 61             | Rohan Dennis (AUS)        | 4t             |
| 62             | Owain Doull (GBR)         | 80è            |
| 63             | Christopher Lawless (GBR) | 120è           |
| 64             | Luke Rowe (GBR)           | 106è           |
| 65             | Pàvel Sivakov (RUS)       | 16è            |
| 66             | Ian Stannard (GBR)        | 117è           |
| 67             | Dylan van Baarle (NED)    | 5è             |

| CCC Team CCC | CCC Team CCC                         | CCC Team CCC |
| ------------ | ------------------------------------ | ------------ |
| Núm          | Ciclista                             | Pos          |
| 71           | Guillaume Van Keirsbulck (BEL)       | 98è          |
| 72           | Josef Černý (CZE)                    | 61è          |
| 73           | Simon Geschke (GER)                  | 3r           |
| 74           | Szymon Sajnok (POL)                  | NP-5         |
| 75           | Joey Rosskopf (USA)                  | 23è          |
| 76           | Francisco José Ventoso Alberdi (ESP) | 88è          |
| 77           | Łukasz Wiśniowski (POL)              | 48è          |

| Israel Start-Up Nation ISN | Israel Start-Up Nation ISN | Israel Start-Up Nation ISN |
| -------------------------- | -------------------------- | -------------------------- |
| Núm                        | Ciclista                   | Pos                        |
| 81                         | André Greipel (GER)        | 37è                        |
| 82                         | Guillaume Boivin (CAN)     | 95è                        |
| 83                         | Alex Dowsett (GBR)         | 93è                        |
| 84                         | Omer Goldstein (ISR)       | 72è                        |
| 85                         | Ben Hermans (BEL)          | NP-3                       |
| 86                         | James Piccoli (CAN)        | 25è                        |
| 87                         | Rick Zabel (GER)           | 47è                        |

| UAE Team Emirates UAD | UAE Team Emirates UAD       | UAE Team Emirates UAD |
| --------------------- | --------------------------- | --------------------- |
| Núm                   | Ciclista                    | Pos                   |
| 91                    | Jasper Philipsen (BEL)      | 71è                   |
| 92                    | Sven Erik Bystrøm (NOR)     | 11è                   |
| 93                    | Mikkel Bjerg (DEN)          | 81è                   |
| 94                    | Vegard Stake Laengen (NOR)  | 35è                   |
| 95                    | Marco Marcato (ITA)         | 31è                   |
| 96                    | Aliaksandr Rabuixenka (BLR) | DNF-1                 |
| 97                    | Diego Ulissi (ITA)          | 2n                    |

| Bora-Hansgrohe BOH | Bora-Hansgrohe BOH        | Bora-Hansgrohe BOH |
| ------------------ | ------------------------- | ------------------ |
| Núm                | Ciclista                  | Pos                |
| 101                | Jay McCarthy (AUS)        | 77è                |
| 102                | Erik Baška (SVK)          | 124è               |
| 103                | Cesare Benedetti (ITA)    | 60è                |
| 104                | Martin Laas (EST)         | 110è               |
| 105                | Juraj Sagan (SVK) (ruta)  | 84è                |
| 106                | Ide Schelling (NED)       | 99è                |
| 107                | Michael Schwarzmann (GER) | 112è               |

| Astana AST | Astana AST                  | Astana AST |
| ---------- | --------------------------- | ---------- |
| Núm        | Ciclista                    | Pos        |
| 111        | Luis León Sánchez Gil (ESP) | 42è        |
| 112        | Manuele Boaro (ITA)         | 45è        |
| 113        | Danil Fominikh (KAZ)        | 85è        |
| 114        | Laurens De Vreese (BEL)     | NP         |
| 115        | Fabio Felline (ITA)         | 21è        |
| 116        | Omar Fraile Matarranz (ESP) | 17è        |
| 117        | Dmitri Grúzdev (KAZ)        | 96è        |

| Team Sunweb SUN | Team Sunweb SUN              | Team Sunweb SUN |
| --------------- | ---------------------------- | --------------- |
| Núm             | Ciclista                     | Pos             |
| 121             | Jai Hindley (AUS)            | 18è             |
| 122             | Robert Power (AUS)           | 27è             |
| 123             | Michael Storer (AUS)         | 39è             |
| 124             | Alberto Dainese (ITA)        | 114è            |
| 125             | Max Kanter (GER)             | 75è             |
| 126             | Asbjørn Kragh Andersen (DEN) | 126è            |
| 127             | Florian Stork (GER)          | 24è             |

| Groupama-FDJ GFC | Groupama-FDJ GFC       | Groupama-FDJ GFC |
| ---------------- | ---------------------- | ---------------- |
| Núm              | Ciclista               | Pos              |
| 131              | Miles Scotson (AUS)    | 57è              |
| 132              | Bruno Armirail (FRA)   | 46è              |
| 133              | Kilian Frankiny (SUI)  | 20è              |
| 134              | Mickaël Delage (FRA)   | 131è             |
| 135              | Fabian Lienhard (SUI)  | 66è              |
| 136              | Marc Sarreau (FRA)     | 97è              |
| 137              | Jacopo Guarnieri (ITA) | 121è             |

| Movistar Team MOV | Movistar Team MOV              | Movistar Team MOV |
| ----------------- | ------------------------------ | ----------------- |
| Núm               | Ciclista                       | Pos               |
| 141               | Jürgen Roelandts (BEL)         | 50è               |
| 142               | Gabriel Cullaigh (GBR)         | 74è               |
| 143               | Juri Hollmann (GER)            | 58è               |
| 144               | Jorge Arcas (ESP)              | 49è               |
| 145               | Lluís Mas Bonet (ESP)          | 28è               |
| 146               | Eduard Prades i Reverter (ESP) | 43è               |
| 147               | Sergio Samitier (ESP)          | 59è               |

| NTT Pro Cycling NTT | NTT Pro Cycling NTT       | NTT Pro Cycling NTT |
| ------------------- | ------------------------- | ------------------- |
| Núm                 | Ciclista                  | Pos                 |
| 151                 | Giacomo Nizzolo (ITA)     | 100è                |
| 152                 | Ryan Gibbons (RSA)        | 26è                 |
| 153                 | Samuele Battistella (ITA) | 56è                 |
| 154                 | Danilo Wyss (SUI)         | 34è                 |
| 155                 | Stefan de Bod (RSA)       | 52è                 |
| 156                 | Rasmus Tiller (NOR)       | 90è                 |
| 157                 | Dylan Sunderland (AUS)    | 63è                 |

| Jumbo-Visma TJV | Jumbo-Visma TJV          | Jumbo-Visma TJV |
| --------------- | ------------------------ | --------------- |
| Núm             | Ciclista                 | Pos             |
| 161             | George Bennett (NZL)     | 8è              |
| 162             | Chris Harper (AUS)       | 32è             |
| 163             | Lennard Hofstede (NED)   | 78è             |
| 164             | Timo Roosen (NED)        | 69è             |
| 165             | Bert-Jan Lindeman (NED)  | 111è            |
| 166             | Antwan Tolhoek (NED)     | 53è             |
| 167             | Taco van der Hoorn (NED) | 119è            |

| Bahrain McLaren TBM | Bahrain McLaren TBM             | Bahrain McLaren TBM |
| ------------------- | ------------------------------- | ------------------- |
| Núm                 | Ciclista                        | Pos                 |
| 171                 | Yukiya Arashiro (JPN)           | 29è                 |
| 172                 | Domen Novak (SLO) (ruta)        | 104è                |
| 173                 | Rafael Valls Ferri (ESP)        | NP-3                |
| 174                 | Marco Haller (AUT)              | 79è                 |
| 175                 | Hermann Pernsteiner (AUT)       | 10è                 |
| 176                 | Luka Pibernik (SLO)             | 41è                 |
| 177                 | Santiago Buitrago Sánchez (COL) | 19è                 |

| EF Pro Cycling EF1 | EF Pro Cycling EF1         | EF Pro Cycling EF1 |
| ------------------ | -------------------------- | ------------------ |
| Núm                | Ciclista                   | Pos                |
| 181                | Kristoffer Halvorsen (NOR) | 65è                |
| 182                | Mitchell Docker (AUS)      | 122è               |
| 183                | Jens Keukeleire (BEL)      | 55è                |
| 184                | Lachlan Morton (AUS)       | 103è               |
| 185                | Thomas Scully (NZL)        | 108è               |
| 186                | Neilson Powless (USA)      | 15è                |
| 187                | Jonas Rutsch (GER)         | 68è                |

| UniSA-Australia AUS | UniSA-Australia AUS   | UniSA-Australia AUS |
| ------------------- | --------------------- | ------------------- |
| Núm                 | Ciclista              | Pos                 |
| 191                 | Nicholas White (AUS)  | 125è                |
| 192                 | Tyler Lindorff (AUS)  | DNF-4               |
| 193                 | Samuel Jenner (AUS)   | 94è                 |
| 194                 | Jarrad Drizners (AUS) | 22è                 |
| 195                 | Sam Welsford (AUS)    | 116è                |
| 196                 | Kelland O'Brien (AUS) | DNF-4               |
| 197                 | Cameron Scott (AUS)   | 115è                |

| Mitchelton-Scott MTS | Mitchelton-Scott MTS       | Mitchelton-Scott MTS |
| -------------------- | -------------------------- | -------------------- |
| Núm                  | Ciclista                   | Pos                  |
| 1                    | Daryl Impey (RSA) (ruta)   | 6è                   |
| 2                    | Simon Yates (GBR)          | 7è                   |
| 3                    | Jack Bauer (NZL)           | 118è                 |
| 4                    | Luke Durbridge (AUS)       | 83è                  |
| 5                    | Lucas Hamilton (AUS)       | 9è                   |
| 6                    | Michael Hepburn (AUS)      | 107è                 |
| 7                    | Cameron Meyer (AUS) (ruta) | 44è                  |

| Trek-Segafredo TFS | Trek-Segafredo TFS         | Trek-Segafredo TFS |
| ------------------ | -------------------------- | ------------------ |
| Núm                | Ciclista                   | Pos                |
| 11                 | Richie Porte (AUS)         | 1r                 |
| 12                 | Mads Pedersen (DEN) (ruta) | 132è               |
| 13                 | Kenny Elissonde (FRA)      | 40è                |
| 14                 | Michel Ries (LUX)          | 109è               |
| 15                 | Juan Pedro López (ESP)     | 54è                |
| 16                 | Kiel Reijnen (USA)         | 127è               |
| 17                 | Koen de Kort (NED)         | 129è               |

| AG2R La Mondiale ALM | AG2R La Mondiale ALM    | AG2R La Mondiale ALM |
| -------------------- | ----------------------- | -------------------- |
| Núm                  | Ciclista                | Pos                  |
| 21                   | Romain Bardet (FRA)     | 38è                  |
| 22                   | Geoffrey Bouchard (FRA) | 102è                 |
| 23                   | Clément Chevrier (FRA)  | 30è                  |
| 24                   | Axel Domont (FRA)       | 67è                  |
| 25                   | Ben Gastauer (LUX)      | 92è                  |
| 26                   | Andrea Vendrame (ITA)   | 36è                  |
| 27                   | Lawrence Warbasse (USA) | DNF-6                |

| Lotto-Soudal LTS | Lotto-Soudal LTS         | Lotto-Soudal LTS |
| ---------------- | ------------------------ | ---------------- |
| Núm              | Ciclista                 | Pos              |
| 31               | Caleb Ewan (AUS)         | 51è              |
| 32               | Thomas De Gendt (BEL)    | 113è             |
| 33               | Adam Hansen (AUS)        | 76è              |
| 34               | Matthew Holmes (GBR)     | 33è              |
| 35               | Roger Kluge (GER)        | 87è              |
| 36               | Jonathan Dibben (GBR)    | 105è             |
| 37               | Tosh Van der Sande (BEL) | 82è              |

| Cofidis COF | Cofidis COF               | Cofidis COF |
| ----------- | ------------------------- | ----------- |
| Núm         | Ciclista                  | Pos         |
| 41          | Elia Viviani (ITA) (ruta) | 101è        |
| 42          | Simone Consonni (ITA)     | 70è         |
| 43          | Nathan Haas (AUS)         | 14è         |
| 44          | Mathias Le Turnier (FRA)  | 86è         |
| 45          | Marco Mathis (GER)        | 130è        |
| 46          | Fabio Sabatini (ITA)      | 128è        |
| 47          | Kenneth Vanbilsen (BEL)   | 89è         |

| Deceuninck-Quick Step DQT | Deceuninck-Quick Step DQT   | Deceuninck-Quick Step DQT |
| ------------------------- | --------------------------- | ------------------------- |
| Núm                       | Ciclista                    | Pos                       |
| 51                        | Sam Bennett (IRL) (ruta)    | 73è                       |
| 52                        | João Almeida (POR)          | 62è                       |
| 53                        | Shane Archbold (NZL)        | 91è                       |
| 54                        | Mattia Cattaneo (ITA)       | 13è                       |
| 55                        | Dries Devenyns (BEL)        | 12è                       |
| 56                        | Iljo Keisse (BEL)           | 123è                      |
| 57                        | Michael Mørkøv (DEN) (ruta) | 64è                       |

| Team Ineos INS | Team Ineos INS            | Team Ineos INS |
| -------------- | ------------------------- | -------------- |
| Núm            | Ciclista                  | Pos            |
| 61             | Rohan Dennis (AUS)        | 4t             |
| 62             | Owain Doull (GBR)         | 80è            |
| 63             | Christopher Lawless (GBR) | 120è           |
| 64             | Luke Rowe (GBR)           | 106è           |
| 65             | Pàvel Sivakov (RUS)       | 16è            |
| 66             | Ian Stannard (GBR)        | 117è           |
| 67             | Dylan van Baarle (NED)    | 5è             |

| CCC Team CCC | CCC Team CCC                         | CCC Team CCC |
| ------------ | ------------------------------------ | ------------ |
| Núm          | Ciclista                             | Pos          |
| 71           | Guillaume Van Keirsbulck (BEL)       | 98è          |
| 72           | Josef Černý (CZE)                    | 61è          |
| 73           | Simon Geschke (GER)                  | 3r           |
| 74           | Szymon Sajnok (POL)                  | NP-5         |
| 75           | Joey Rosskopf (USA)                  | 23è          |
| 76           | Francisco José Ventoso Alberdi (ESP) | 88è          |
| 77           | Łukasz Wiśniowski (POL)              | 48è          |

| Israel Start-Up Nation ISN | Israel Start-Up Nation ISN | Israel Start-Up Nation ISN |
| -------------------------- | -------------------------- | -------------------------- |
| Núm                        | Ciclista                   | Pos                        |
| 81                         | André Greipel (GER)        | 37è                        |
| 82                         | Guillaume Boivin (CAN)     | 95è                        |
| 83                         | Alex Dowsett (GBR)         | 93è                        |
| 84                         | Omer Goldstein (ISR)       | 72è                        |
| 85                         | Ben Hermans (BEL)          | NP-3                       |
| 86                         | James Piccoli (CAN)        | 25è                        |
| 87                         | Rick Zabel (GER)           | 47è                        |

| UAE Team Emirates UAD | UAE Team Emirates UAD       | UAE Team Emirates UAD |
| --------------------- | --------------------------- | --------------------- |
| Núm                   | Ciclista                    | Pos                   |
| 91                    | Jasper Philipsen (BEL)      | 71è                   |
| 92                    | Sven Erik Bystrøm (NOR)     | 11è                   |
| 93                    | Mikkel Bjerg (DEN)          | 81è                   |
| 94                    | Vegard Stake Laengen (NOR)  | 35è                   |
| 95                    | Marco Marcato (ITA)         | 31è                   |
| 96                    | Aliaksandr Rabuixenka (BLR) | DNF-1                 |
| 97                    | Diego Ulissi (ITA)          | 2n                    |

| Bora-Hansgrohe BOH | Bora-Hansgrohe BOH        | Bora-Hansgrohe BOH |
| ------------------ | ------------------------- | ------------------ |
| Núm                | Ciclista                  | Pos                |
| 101                | Jay McCarthy (AUS)        | 77è                |
| 102                | Erik Baška (SVK)          | 124è               |
| 103                | Cesare Benedetti (ITA)    | 60è                |
| 104                | Martin Laas (EST)         | 110è               |
| 105                | Juraj Sagan (SVK) (ruta)  | 84è                |
| 106                | Ide Schelling (NED)       | 99è                |
| 107                | Michael Schwarzmann (GER) | 112è               |

| Astana AST | Astana AST                  | Astana AST |
| ---------- | --------------------------- | ---------- |
| Núm        | Ciclista                    | Pos        |
| 111        | Luis León Sánchez Gil (ESP) | 42è        |
| 112        | Manuele Boaro (ITA)         | 45è        |
| 113        | Danil Fominikh (KAZ)        | 85è        |
| 114        | Laurens De Vreese (BEL)     | NP         |
| 115        | Fabio Felline (ITA)         | 21è        |
| 116        | Omar Fraile Matarranz (ESP) | 17è        |
| 117        | Dmitri Grúzdev (KAZ)        | 96è        |

| Team Sunweb SUN | Team Sunweb SUN              | Team Sunweb SUN |
| --------------- | ---------------------------- | --------------- |
| Núm             | Ciclista                     | Pos             |
| 121             | Jai Hindley (AUS)            | 18è             |
| 122             | Robert Power (AUS)           | 27è             |
| 123             | Michael Storer (AUS)         | 39è             |
| 124             | Alberto Dainese (ITA)        | 114è            |
| 125             | Max Kanter (GER)             | 75è             |
| 126             | Asbjørn Kragh Andersen (DEN) | 126è            |
| 127             | Florian Stork (GER)          | 24è             |

| Groupama-FDJ GFC | Groupama-FDJ GFC       | Groupama-FDJ GFC |
| ---------------- | ---------------------- | ---------------- |
| Núm              | Ciclista               | Pos              |
| 131              | Miles Scotson (AUS)    | 57è              |
| 132              | Bruno Armirail (FRA)   | 46è              |
| 133              | Kilian Frankiny (SUI)  | 20è              |
| 134              | Mickaël Delage (FRA)   | 131è             |
| 135              | Fabian Lienhard (SUI)  | 66è              |
| 136              | Marc Sarreau (FRA)     | 97è              |
| 137              | Jacopo Guarnieri (ITA) | 121è             |

| Movistar Team MOV | Movistar Team MOV              | Movistar Team MOV |
| ----------------- | ------------------------------ | ----------------- |
| Núm               | Ciclista                       | Pos               |
| 141               | Jürgen Roelandts (BEL)         | 50è               |
| 142               | Gabriel Cullaigh (GBR)         | 74è               |
| 143               | Juri Hollmann (GER)            | 58è               |
| 144               | Jorge Arcas (ESP)              | 49è               |
| 145               | Lluís Mas Bonet (ESP)          | 28è               |
| 146               | Eduard Prades i Reverter (ESP) | 43è               |
| 147               | Sergio Samitier (ESP)          | 59è               |

| NTT Pro Cycling NTT | NTT Pro Cycling NTT       | NTT Pro Cycling NTT |
| ------------------- | ------------------------- | ------------------- |
| Núm                 | Ciclista                  | Pos                 |
| 151                 | Giacomo Nizzolo (ITA)     | 100è                |
| 152                 | Ryan Gibbons (RSA)        | 26è                 |
| 153                 | Samuele Battistella (ITA) | 56è                 |
| 154                 | Danilo Wyss (SUI)         | 34è                 |
| 155                 | Stefan de Bod (RSA)       | 52è                 |
| 156                 | Rasmus Tiller (NOR)       | 90è                 |
| 157                 | Dylan Sunderland (AUS)    | 63è                 |

| Jumbo-Visma TJV | Jumbo-Visma TJV          | Jumbo-Visma TJV |
| --------------- | ------------------------ | --------------- |
| Núm             | Ciclista                 | Pos             |
| 161             | George Bennett (NZL)     | 8è              |
| 162             | Chris Harper (AUS)       | 32è             |
| 163             | Lennard Hofstede (NED)   | 78è             |
| 164             | Timo Roosen (NED)        | 69è             |
| 165             | Bert-Jan Lindeman (NED)  | 111è            |
| 166             | Antwan Tolhoek (NED)     | 53è             |
| 167             | Taco van der Hoorn (NED) | 119è            |

| Bahrain McLaren TBM | Bahrain McLaren TBM             | Bahrain McLaren TBM |
| ------------------- | ------------------------------- | ------------------- |
| Núm                 | Ciclista                        | Pos                 |
| 171                 | Yukiya Arashiro (JPN)           | 29è                 |
| 172                 | Domen Novak (SLO) (ruta)        | 104è                |
| 173                 | Rafael Valls Ferri (ESP)        | NP-3                |
| 174                 | Marco Haller (AUT)              | 79è                 |
| 175                 | Hermann Pernsteiner (AUT)       | 10è                 |
| 176                 | Luka Pibernik (SLO)             | 41è                 |
| 177                 | Santiago Buitrago Sánchez (COL) | 19è                 |

| EF Pro Cycling EF1 | EF Pro Cycling EF1         | EF Pro Cycling EF1 |
| ------------------ | -------------------------- | ------------------ |
| Núm                | Ciclista                   | Pos                |
| 181                | Kristoffer Halvorsen (NOR) | 65è                |
| 182                | Mitchell Docker (AUS)      | 122è               |
| 183                | Jens Keukeleire (BEL)      | 55è                |
| 184                | Lachlan Morton (AUS)       | 103è               |
| 185                | Thomas Scully (NZL)        | 108è               |
| 186                | Neilson Powless (USA)      | 15è                |
| 187                | Jonas Rutsch (GER)         | 68è                |

| UniSA-Australia AUS | UniSA-Australia AUS   | UniSA-Australia AUS |
| ------------------- | --------------------- | ------------------- |
| Núm                 | Ciclista              | Pos                 |
| 191                 | Nicholas White (AUS)  | 125è                |
| 192                 | Tyler Lindorff (AUS)  | DNF-4               |
| 193                 | Samuel Jenner (AUS)   | 94è                 |
| 194                 | Jarrad Drizners (AUS) | 22è                 |
| 195                 | Sam Welsford (AUS)    | 116è                |
| 196                 | Kelland O'Brien (AUS) | DNF-4               |
| 197                 | Cameron Scott (AUS)   | 115è                |